# 13145 Кавеццо
13145 Кавеццо (13145 Cavezzo) — астероїд головного поясу, відкритий 27 лютого 1995 року.
Тіссеранів параметр щодо Юпітера — 3,198.